# Lennox Miller
Pour les articles homonymes, voir Miller.
Lennox Miller, né le 8 octobre 1946, à Kingston, et décédé le 8 novembre 2004, à Pasadena, était un athlète jamaïcain.

## Biographie
Il participe aux Jeux olympiques d'été de 1968, puis, en 1972, conduit la délégation de la Jamaïque aux Jeux olympiques.
Après sa carrière sportive (premier grand sprinter jamaïcain), il a émigré aux États-Unis, puis devint dentiste à Pasadena, pendant plus de trente ans.
Il est le père d'Inger Miller, athlète américaine, championne du monde du 200 m en 1999.

## Palmarès

### Jeux olympiques
- Jeux olympiques d'été de 1968 à Mexico ( Mexique)
  -  Médaille d'argent sur 100 m
  - 6e place avec le relais 4 × 100 m
- Jeux olympiques d'été de 1972 à Munich ( Allemagne) 
  -  Médaille de bronze sur 100 m

### Record mondial
- En 1967, avec O.J. Simpson, Earl McCullouch et Fred Kuller, il bat, sous le maillot de l'Université de Caroline du Sud, le record mondial sur la distance du 4 × 100 mètres avec un temps de 38 s 6,
- En 1968 à Mexico, avec Errol Stewart, Mike Fray et Clifton Forbes, il bat, sous le maillot de la Jamaïque, son record mondial sur la distance du 4 × 100 mètres avec un temps de 38 s 65 (puis 38 s 39). Il a ainsi détenu le record du monde du 4 x 100 mètres sous deux maillots différents !

### Autres performances sur 100 m
- 1970 :  Médaille d'argent Jeux du Commonwealth à Édimbourg - 10 s 32 (trop de vent)
- 1971 :  Médaille d'argent Championnats d'Amérique centrale et Caraïbes - 10 s 2
- 1971 :  Médaille d'argent Jeux panaméricains - 10 s 32

### Meilleure performance
- sur 100 mètres : 10 s 04 (le 14 octobre 1968)

## Divers
Sa fille Inger est championne olympique, avec l'équipe américaine, sur le relais 4 × 100 mètres, aux Jeux olympiques d'été de 1996.